# 恋するプリン!
『恋するプリン!』（こいするプリン）は、篠塚ひろむによる日本の漫画作品。略称は「恋プリ」。

## 概要
『ちゃお』（小学館）2006年4月号から2008年4月号まで連載された（ただし2007年10月号は休載）。『ちゃお』の増刊枠『ちゃおデラックス』（同）にも番外編が発表された。
『ミルモでポン!』に続く篠塚ひろむのラブコメディ。
なお、『ちゃお』2007年11月号から最終回までは『恋するプリン!キュート☆』というタイトルに変更された。

## ストーリー
遠戚の吉川家のやっかいになることになった内田りなと、その家の美形の双子の兄弟の直也と友也、そして吉川家に居座っている巨大プリン（バケツプリンちゃん）との、奇妙な共同生活を軸に描かれる、シュールな物語。
回を重ねるごとに、食べ物をモチーフとした妖怪が続々登場し、物語をより一層シュールなものにしている。

## 登場人物

### 妖怪たち

#### 主な妖怪たち
プリンちゃん
本作の主人公。本名「バケツプリンちゃん」。
食べ残されて妖怪になり、全国各地を転々とし続けて友也達と出会い、吉川家に住み着くことになった。
かわいらしい外見とは裏腹に、性格は凶暴で腹黒いが、かなりのドジで泣き虫。人間社会のルールや常識を把握できていない。よく顔がいろいろな理由でなくなる。そのため、自分で顔をつくることがしばしばある。最終回で一度は成仏した。
直也から好かれられているが、プリンちゃん自身は友也のことがものすごく好き。ゆえにりなと友也が付き合っていることに激しい不快感を示している。
キャンディーちゃん
『ちゃお』2006年6月号にて初登場。
プリンちゃんの後輩。同じく食べ残されて妖怪になった。あらゆる効果を持ったキャンディを作る能力を持つが、何らかの形で爆発することが多い。
極貧家庭に住みつき、生活費を稼ぐ為、アルバイトを繰り返している。
最終回ではプリンちゃんが成仏したショックからグレてしまったことがある。
ソーダアイスちゃん
『ちゃお』2006年7月号にて初登場。
プリンちゃんの後輩でキャンディーちゃんの先輩。海に投げ捨てられて妖怪になった。ショックを受けると自分から溶ける。
りなと交換日記をしている。
せんべい先生
『ちゃお』2006年10月号にて初登場。
学校の生活指導員。同じく食べ残されて妖怪になった。
厳格な性格だがファッションセンスはかなり悪い。
チョコケーキ先輩
『ちゃお』2006年12月号にて初登場。
プリンちゃんの先輩。同じく食べ残されて妖怪になった。
修行中にプリンちゃんをしばいていた為、プリンちゃんが唯一苦手とする存在。
普段はおしとやかに振る舞うが、怒ると頭のフォークやチョコレートで攻撃を仕掛ける。
プリンちゃんを良い子だと思っている。
ソフトクリームちゃん
『ちゃお』2007年2月号にて初登場。
空真の友達に「うんこ」と言われ、すっかりひねくれてしまった妖怪になった（ほとんど空真が原因）。
空真に封印されようとされる。
料理が得意らしい。
直也のことがものすごく好き。ゆえに直也から好かれられるプリンちゃんに対抗心を燃やしている。
プリナちゃん
『ちゃお』2007年5月号にて初登場。
空真のたまちゃんのビームでプリンちゃんがりなと合体した姿で、名前は友也が命名。髪型はりなで体はプリンちゃん。
必殺技は先端にハートのついた杖から放つハート型のビーム「友也ラブ」。
コーヒーゼリーくん
『ちゃお』2007年6月号にて初登場。
プリンちゃんと形が似ているため、妖怪となってから行く先々でプリンちゃんと間違われてしまい、それが理由でプリンちゃんを強く恨んでいる。
また、DS版ではメインキャラとして登場する。

#### その他の妖怪たち
ナタデココちゃん
読者投稿から採用された妖怪。キャンディーちゃんの友人の一人。
紅千歳飴ちゃん
読者投稿から採用された妖怪。キャンディーちゃんの友人の一人。
干し柿ばあさん
『ちゃお』2007年11月号にて初登場。キャンディーちゃんの友人の一人。
フーセンガムくん
『ちゃお』2007年11月号にて初登場。キャンディーちゃんの友人の一人。
ひこぼしくん
こんぺいとう星に住む妖怪。
おりひめちゃん
ラムネ星に住む妖怪。
昆布じいさん
干し柿ばあさんとは仲良し。
クリスマスケーキ軍団
誰も買ってくれなくて妖怪になってしまった妖怪たち。

### 人間たち
内田 りな（うちだ りな）
声 - 下屋則子（テレビアニメ版『ちび☆デビ!』第38話）
本作のもう一人の主人公。13歳。第1話で両親が海外赴任の為、下宿する事になった中学2年生の女の子。性格は少々悪いところはあるが、本当は明るく優しい性格。
友也のことが好きで、プリンちゃんとは恋敵の関係で喧嘩が絶えない。『キュート！』から友也と付き合っている。
9月12日生まれ。
本作はアニメ化されていないが、作者の次作品『ちび☆デビ!』のテレビアニメ版第38話「スーパーへ行こう」に登場した。
吉川 友也（よしかわ ゆうや）
直也の双子の兄。13歳。学校のアイドルでサッカー部所属。天然ボケだが優しい性格。
プリンちゃんに好かれているが、全く気づいていない。後にりなのさりげない告白から「うん、いいよー」の一言であっさり承諾し、付き合い始める。本編中ではりなを特別意識する事はなかったが、最終回後の番外編ではいちゃついている。
吉川 直也（よしかわ なおや）
友也の双子の弟。13歳。学校のアイドルでサッカー部所属。クールな性格。
プリンちゃんの事が大好きだが、プリンちゃんが自分よりも友也のことが好きであることに複雑な感情を抱きつつある。ゆえに彼女から利用されていることに気づいておらず、りなには同情され、哀れみの眼差しで見られることも少なくない。
りなに対しては最初、やってきたばかりの彼女に「帰れ」「さっさと出てけよな」などとと言い放つなど辛く当たっていたものの、次第にりなのことが気になるようになっていく。しかしプリナちゃんのことも好き。
空真 和理助（からま わりすけ）
『ちゃお』2007年1月号にて初登場。第7代妖怪退治人。りなに一目惚れする。妖怪退治アイテム「たまちゃん」が武器。
プリンちゃんの成仏に成功したが、最終回では復活してしまった。
りなのクラスメイト達
りなのクラスメイトである2人組。両者とも友也と直也兄弟の大ファン。
けい
ロングヘアーで眼鏡をかけている女生徒。
ゆみ
ショートヘアーかつサイドテールの女生徒。

## 作中用語
妖気
妖怪の体から出てきているもの。それは人間には見えない。
妖怪トンネル
妖怪の妖気で作ったトンネル。これで遠くの場所でも行ける。

## ゲーム
『恋するプリン! 〜恋は大冒険! Dr.カンミの野望!?〜』のタイトルで、ニンテンドーDS用ゲームソフトとして、2008年11月6日に発売された。発売元はトライファースト、ジャンルはアクションゲーム。Dr.カンミなる人物に拉致監禁された友也を救出するために、りなと、バケツプリンを始めとする妖怪達が、Dr.カンミのもとに乗り込んで行く、という内容になっている。
『ちゃお』2008年4月号でゲームソフト化されることが発表され、同誌2008年9月号にて、ニンテンドーDS用ゲームソフトとして発売されることと、発売予定日が明らかにされた。
なお、作品そのものは前述の通り『ちゃお』2008年4月号で終了しており、作品終了と同時のゲームソフト化の発表はきわめて異例。